# Eleccions presidencials armènies de 1996
Les Eleccions presidencials armènies de 1996 van tenir lloc el 22 de setembre de 1996 per a escollir el president d'Armènia. Levon Ter Petrossian fou el candidat més votat.

## Resultats de les eleccions
| Levon Ter Petrossian – Moviment Nacional Pan-Armeni | 646.888 | 51,75% |  |  |
| Vazgen Manukyan – Unió Nacional Democràtica         | 516.129 | 41,29% |  |  |
| Sergey Badalyan – Partit Comunista                  | 79.347  | 6,34   |  |  |
| Ashot Manucharian – Independent                     | 7.529   | 0,6%   |  |  |